# Franciskanerklostret i Kolding
Franciskanerklostret i Kolding er grundlagt af Franciskanerordenen i 1288. Det var et gråbrødrekloster, beliggende ved nuværende Munkegade og Klostergade. Bygningerne eksisterer ikke mere i dag.
Det var den tidligere ridder Henrik Dulmer, der selv var blevet munk, som grundlagde klosteret på sin egen grund. Det blev udbygget flere gange, og dets udformning kendes ikke, men det vides, at klosteret indeholdt bl.a. en nordlig fløj, der udgjordes af klosterkirken, Vor Frue Kirke, der lå i den østlige ende af Klostergade, mens de andre bygninger har indeholdt kapitelsal, spisesal, sovesal, sygesal, munkenes celler osv.
. Denne orden satte sit præg på Kolding, hvilket kan ses på navngivningen af flere gader/områder: Munkensdam, Gråbrødregade, Klostergade og Munkegade. Efter Reformationen blev munkene forvist, og kronen overtog klosteret og dets besiddelser. Omkring 1550 var bygningerne væk, og det hele solgt eller uddelegeret.